# Bahnhof Diekirch

Der Bahnhof Diekirch (luxemburgisch Gare Dikrech, französisch Gare de Diekirch) ist der Bahnhof der luxemburgischen Kleinstadt Diekirch an der Bahnstrecke Ettelbrück–Grevenmacher der CFL. Durch die Stilllegung des Streckenabschnitts Diekirch–Grevenmacher wurde zum Diekirch zum Endbahnhof.

## Geschichte

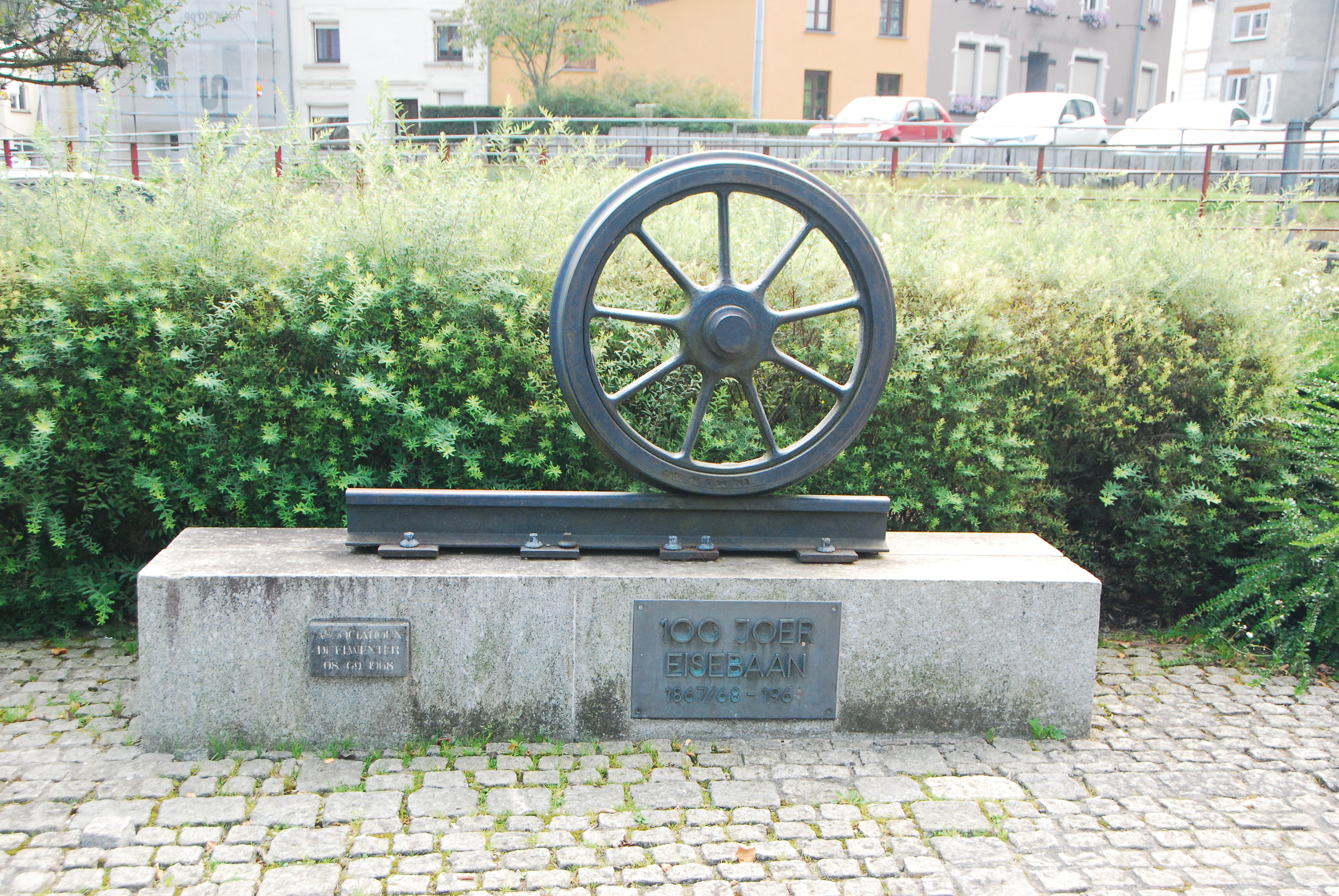
Denkmal 100 Joer Eisebunn (1968)

Der Bahnhof wurde 1862 von den Chemins de fer de l’Est in Betrieb genommen. Von 1889 bis 1948 war er Startbahnhof der Schmalspurbahn Diekirch–Vianden.
1968 wurde beim Bahnhof das Denkmal 100 Joer Eisebunn („100 Jahre Eisenbahn“) errichtet. 2000 schuf Bonifatius Stirnberg eine Bronze-Skulpturengruppe für den Bahnhofvorplatz.
Seit dem 31. Dezember 2013 wird der Schalter nicht mehr bedient.

## Sonstiges
Am Bahnhof befinden sich Park & Rail-Parkplätze und eine Bushaltestelle.